# Церква Богородиці Фароської
41°00′21″ пн. ш. 28°58′38″ сх. д. / 41.00583333° пн. ш. 28.97722222° сх. д.
Церква Богородиці Фароської (грец. Θεοτόκος τοῦ Φάρου) — придворний константинопольський храм, що розташвоувався біля Великого імператорського палацу. Інаша назва Храм Богородиці на Маяці. На тепер повністю зруйновано.

## Історія
Була побудована десь у VIII столітті, перша письмова згадка відноситься до 769 року (в хроніці Феофана Сповідника), де спадкоємець ІФсаврійської династії Лев Хозар одружився з Іриною Афінською. Тому вважається, що храм зведено за наказом імператора Костянтина V. У 820 році в цій церкві було вбито імператора Лева V.
За наказом імператора Михайла III її було суттєво перебудувано і оздоблено. З нагоди її повторного освячення у 864 році, константинопольський патріарх Фотій виголосив одну зі своїх найвідоміших проповідей, вихваляючи вражаюче оздоблення церкви, але насправді робить незвичайний крок, критикуючи церквну будівлю, хоч і витончено, за те, що вона надто розкішна, особливо з огляду на її невеликий розмір.
Через близькість до імператорського палацу стала одним із головних церемоніальних місць імператорського палацу, зрештою ставши, «палатинською каплицею par excellence». Тту здійснювалися служби для імператора та його рдини, відбулося вінчання членів імператорської родини, а також відбувалося урочисте богослужіння до більшого кола — 1 травня, та в дні Страсного тижняю.
У 1204 році під час захоплення хрестоносцями міста Боніфацій Монферратський швидко зайняв територію палацу Буколеон та церкви Богородиці Фароської, а реліквії передав латинському імператору Балдуїну I. За невідомих обставин церква припинила своє існування на початку 1260-х років. Можливо її було зруйновано під час бойових дій.

## Опис
Зведено біля Фаросу, маяка власне імператорськоїгавані палацу Буколеон. Звідси походить назва цієї церкви. Церква була розташована біля південної частини імператорського палацу — Хрисотріклінія (Золотої палати — головної тронної зали) та прилеглих імператорських покоїв палацу Дафни.
Разом із церквами Святого Стефана в палаці Дафна та Неа Екклесія зберігала головні колекції християнських святих реліквій, зокрема Спис Лонгина і частину Жовтворного Хреста (з 860-тих років, Спас Нерукотворний як Мандиліон (з 944 року), праву руку Івана Хрестителя (з 945 року), сандалі Христа та Спас Нерукотворний як Керамидіон (з 960-х років), лист осроенського царя Абгара V (з 1032 року), Терновий вінець, Святий цвях з Животворного Хреста, одяг Христа (пурпур і хітон) та очеретяну тростину, фрагмент надгробку Христа, посудину з часткою його крові. У результаті візантійці прославляли церкву як «ще один Синай, Віфлеєм, Йордан, Єрусалим, Назарет, Віфанію, Галілею, Тіверію». За часів існуваннян Латинської імперії більшість із них було розпорошено по всій Західній Європі, передано як подарунок могутнім і впливовим правителям або розпродано для закупівлі грошей і припасів для Латинської імперії. Більшість куплено було французьким королем Людовиком IX, який наказав звести для них окрему церкву Сент-Шапель, що загалом була копією Церкви Богородиці Фароської. За внутрішнім розташування такуж копію збудовано в замку Карлштейн за наказом Карла IV Люксембурга, імператора Священної Римської імперії.
Це була відносно невелика будівля з ребристим куполом, трьома апсидами, нартексом і «пишним» атріумом. Мозаїчна композиція складалась із зображень Вседержителя з архангелами на центральній храмовій бані, Оранти в апсиді, апостолів, патріархів, пророків, мучеників, святих на стінах і склепіннях. За прикладом мозаїк цієї церкви здійснено ропис в Софії Києвській.